# Levante-EMV
Levante-El Mercantil Valenciano é um jornal diário espanhol, sediado em Valência. Pertence ao grupo Prensa Ibérica, que publica também o jornal Información em Alicante. 

## História
Ele houve um breve precedente em Avance (30 Março – 15 Abril 1939) e era o boletim da seção valenciana da FET y de las JONS. O jornal pertenceu depois à imprensa do Movimiento (movimento político oficial franquista). Desde 1977 pertenceu aos Meios de Comunicação Social do Estado e em 1984 ele foi comprado pela empresa privada Prensa Valenciana.
A sua ideologia poderia considerar-se de centro-esquerda embora ele conserve a sua independência. Em Castelló de la Plana se publica como Levante de Castelló. Ele tem diferentes edições que correspondem a diferentes áreas da região valenciana: Valência, L'Horta, Safor etcétera. Hoje é o jornal mais lido na região valenciana. A edição impressa é na sua maior parte em espanhol, embora se publique diariamente uma página sobre eventos culturais e sociais em valenciano (El dau) e também semanalmente um suplemento literário (Post Data) nessa língua, junto a colaborações artigas. A edição digital tem uma versão em espanhol e desde o 1 Maio 2016 também em valenciano.

## Jornalistas e colaboradores
- Joan Fuster, historiador, escritor e ensaísta.
- Francesc de Paula Burguera, escritor e jornalista. Tomou parte ativa na política valenciana na Transição Espanhola.
- Antonio Ortiz Fuster, a.k.a. Ortifus, cartunista valenciano. Ele publica quadrinhos diários na segunda página do jornal.